# Uromyces schoenanthi
Uromyces schoenanthi ist eine Ständerpilzart aus der Ordnung der Rostpilze (Pucciniales). Der Pilz ist ein Endoparasit der Süßgräser Apluda mutica, Kamelgras (Cymbopogon schoenanthus) und Polytrias amaura. Symptome des Befalls durch die Art sind Rostflecken und Pusteln auf den Blattoberflächen der Wirtspflanzen. Sie kommt im östlichen Asien vor.

## Merkmale

### Makroskopische Merkmale
Uromyces schoenanthi ist mit bloßem Auge nur anhand der auf der Oberfläche des Wirtes hervortretenden Sporenlager zu erkennen. Sie wachsen in Nestern, die als gelbliche bis braune Flecken und Pusteln auf den Blattoberflächen erscheinen.

### Mikroskopische Merkmale
Das Myzel von Uromyces schoenanthi wächst wie bei allen Uromyces-Arten interzellulär und bildet Saugfäden, die in das Speichergewebe des Wirtes wachsen. Aecien oder Spermogonien der Art sind nicht bekannt. Die zimtbraunen Uredien des Pilzes wachsen unterseitig auf den Wirtsblättern. Ihre zimtbraunen bis gelblichen Uredosporen sind 20–24 × 17–21 µm groß, meist eiförmig bis breitellipsoid und stachelwarzig. Die blattunterseitig wachsenden Telien der Art sind schwarzbraun, kompakt und offenliegend. Die kastanienbraunen Teliosporen sind einzellig, in der Regel eiförmig und eckig und 22–26 × 17–26 µm groß. Ihre Stiele sind gelblich und bis zu 40 µm lang.

## Verbreitung
Das bekannte Verbreitungsgebiet von Uromyces schoenanthi reicht von Sri Lanka über China und die Philippinen bis nach Neuguinea.

## Ökologie
Die Wirtspflanzen von Uromyces schoenanthi sind Apluda mutica, Kamelgras (Cymbopogon schoenanthus) und Polytrias amaura. Der Pilz ernährt sich von den im Speichergewebe der Pflanzen vorhandenen Nährstoffen, seine Sporenlager brechen später durch die Blattoberfläche und setzen Sporen frei. Die Art verfügt über einen Entwicklungszyklus, von dem bislang lediglich Telien und Uredien sowie deren Wirt bekannt sind; Spermogonien und Aecien konnten dem Pilz nicht zugeordnet werden.